# 堀清隆
堀 清隆（ほり きよたか、1900年（明治33年）9月10日 - 1986年（昭和61年）3月6日）は、日本の作曲家、指揮者。

## 生涯
1900年に京都に生まれ、1913年（大正2年）頃よりヴァイオリンを習う。1918年（大正7年）に京都フィルハーモニー協会創立と同時に入会し、ヴァイオリン・コントラバス奏者を務める。
1920年（大正9年）に同志社大学経済学部に入学するとともに、同志社大学マンドリンクラブ（以下、「SMD」という。）に入部し、クラシックギター奏者を務める。この頃から上記協会を介して指揮者の瀬戸口藤吉から作曲と和声学を習い始め、1921年（大正10年）にはSMDの講師として招かれた菅原明朗に師事する。1922年（大正11年）に「かがひ」を作曲し、SMDの第1回私演会にて初演。1924年（大正13年）にSMDの指揮者を務め、武井守成主宰のオルケストラ・シンフォニカ・タケヰ（以下、「OST」という。）による第2回全国マンドリン合奏団コンクールにおいてSMDを優勝（斎藤秀雄が指揮するオルケストラ・エトワールと同位）に導く。また、同年のOST主催ギター独奏作曲コンクールにおいて「舟歌」が2位に入賞（1位該当作品無し）する。

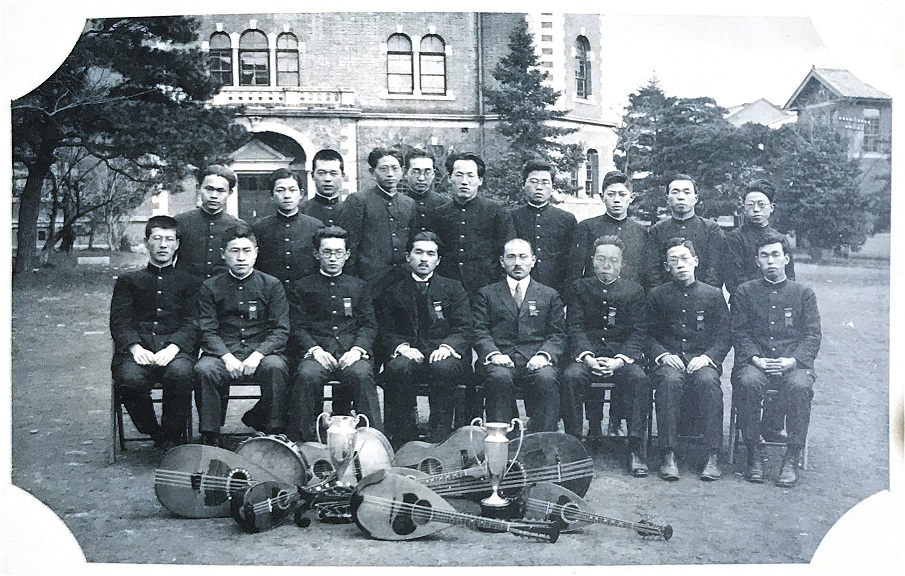
第2回合奏団コンクール優勝後のSMDの記念写真（前列左から4人目が講師の菅原明朗、前列右から3人目が堀）

1925年（大正14年）に同志社大学を卒業し、当時宮内省の式部官兼楽部長であった武井の推挙で同省内蔵寮の職を得て上京。OSTに入団し、キタローネ奏者を務める。1927年（昭和2年）にOST主催の第１回作曲コンクールにおいて『舞曲「陽炎」』が、鈴木静一の「空」と2位の同位入賞（1位該当作品無し）をする。続いて、1928年（昭和3年）に第2回作曲コンクールにおいて、『「すべては去れり」による十の変奏曲』が、鈴木の「北夷」と2位の同位入賞（1位該当作品無し）し、高い評価を得る。1934年（昭和9年）・1939年（昭和14年）・1940年（昭和15年）・1941年（昭和16年）には武井と共にOSTの指揮者を務め、自作を続々と発表する。1950年（昭和25年）にはOSTの武井守成追悼演奏会において、武井の「初秋の唄」の旋律をモチーフにした「悲しき唄」を作曲し、自らの指揮で演奏。その後、1951年（昭和26年）までOSTで指揮を務める。

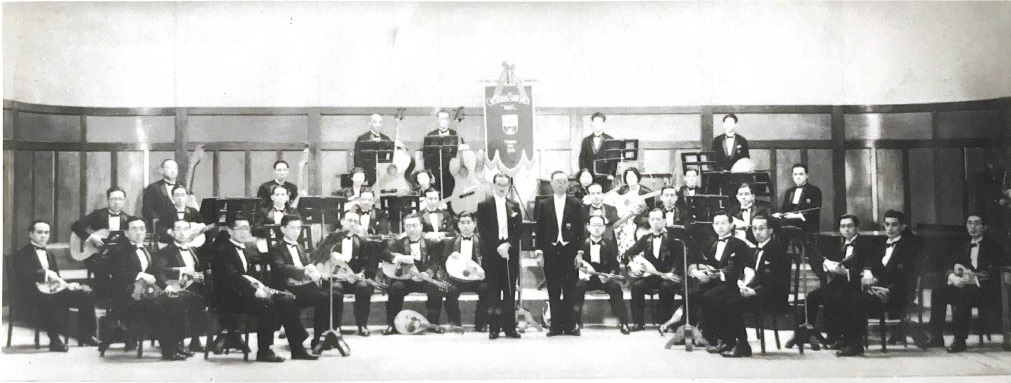
1941年のOST第43回定期演奏会の全体写真（中央の起立した2人のうち左側が武井、右側が堀）

1953年（昭和28年）に京都御所副所長に就任し、以降マンドリン界とは距離を置くことになる。宮内庁退職後は有職文化協会（現在の伝統文化保存協会）に奉仕し、1986年に大阪府堺市の自宅にて逝去。

## 作風・評価
1927年・1928年に行われた作曲コンクールの審査は、当時OSTでの主要人物であった武井・大沼哲・菅原の三者によって行われている。1927年に入賞した『舞曲「陽炎」』について、武井は次の通り批評している。
此曲の最美しく且優れて居る點は、ロンドとしてのフレーズの関係が美事に現はれて居る上に、力がある事である。若し轉調の技巧が之に加はるならば、更に効果が擧げられたであろう。楽器のキャラクター及メカニズムは有意義に用ゐられて居る。マンドラコントラルトの扱ひの如きは其例である。然しながらオーケストラの音性は決して成功とは云へない。音性の美しさの上に現はれる音色の美しさが足りない。色彩よりも調子の上に立てられたそれでなければならない。
ところが、翌年1928年に入賞した『「すべては去れり」による十の変奏曲』については、武井は次の通り解説し、高い評価を加えている。
主題となって居る「すべては去れり」は我邦に廣く知られて居る獨逸の民謡である。作家は此親しみ深い民謡を採り來つて、極めて廣範な彼の手法を活用し此大曲を書き上げた。此曲に於ける最注意すべき形式上の手法は十の全變奏に一回も拍子の變化を行はず、而も轉調さへ務めて避けて居る事である。更に驚くべきは全變奏が一の例外なく忠實に主題の小節數をさへ守つて居る事である。一見無知な此方法を以て彼は多くの變奏曲に有り勝な情想の不統一を避け、一貫した空氣を描く手段として役立たせて居る。
彼の音楽には强烈な官能がない。然しながらそれを覆ふてあまりある美しさと親しさとをもつて居る。純音樂の尠いプレクトラム合奏に此大曲が邦人の手に成つた事は吾人の最喜びとする處である。

本年度のコンコルソには昨年と等しく一等當選曲を欠き、二等當選曲二編を得たのであるが然し昨年度の當選曲に比して遙に優れたものである事は、やがて近く一等當選曲を生む事を豫想せしめるに充分である。
当時学生であった服部正はOSTの演奏会でこの曲を聴いて強い刺激を受け、OST主催の第3回作曲コンクールに応募、3位に入賞（1位2位該当作品無し）し、作曲家への道を歩むことを決意している。

それから、後期の作品について、当時のマンドリン界において指導的地位にあった松本譲は次の通り述べている。
このころの堀氏の作品はますます円熟味を帯び、師の菅原明朗氏の影響と思われるフランス近代作家の手法が随所に見受けられ、それが氏の作品を華麗なものにしている。そのオーケストレーションは巧みで、各楽器の長所短所をよく知り尽くしたものであり、特に管楽器、ピアノ等の使用によって効果を挙げている。氏がこの時代に目指したのはマンドリン・オーケストラにおける音色の貧弱さをレギュラー・オーケストラで使用する楽器を移入することによって補正することではなかっただろうか。加えて従来ギターのみに課していたリズムをピアノを加えることにより、打楽器群との相乗効果を目し、より一層高度なものとして完成することであったと思われる。（中略）マンドリン・オーケストラにおける管楽器の使用については相当な研究がなされたらしく、当時ドイツのマンドリン界において発表されつつあったコンラート・ヴェルキ（Konrad Wölki）氏による幾つかの序曲での管楽器の使用法については相当手厳しい批評を加えている。氏はこの問題について昭和12年（1937）発行の「マンドリン・ギター研究」誌に「エステュディアンテイナのための楽器編成法の一考察」と題する論文を寄せている。

## 人物
寡黙で感情をあまり表に出さない性格であった。

音楽評論家の小西誠一は、1923年（大正12年）にSMDが優勝したOST主催第1回マンドリン合奏団コンクールの翌日に堀と出会い、その当時の印象を次の通り懐述している。
同志社の人々に会った時、ギター・パートにいた堀君に紹介された。するとメンバーの一人が「彼は一名をコッタイビといいます」といった。コッタイビ。何のことか分らないので、けげんな顔をしていると、そのメンバーは説明した。「彼は肉体美の持ち主ではなく骨体美の持ち主なのです」私は思わず笑い出しながら改めて頬骨の高い、肉付きのよくない彼の顔を見ると骨体美の実体はたちどころに了解された。私がも一度笑いながら彼が何というかと顔をみると控えめに、口の中に篭るような含み笑いをしながら別にいやな顔もしなければ、それほど面白そうな顔もしない。むしろ当たり前のことをいっているといった面持ちでちょっとにやりとしただけで何も言わない。これは変わっているなと私は思った。それが私の抱いた堀君の第一印象だった。
OSTに入団してからは団員から「堀ヤン」という愛称で親しまれていた。OSTでの堀について、同じくOSTに所属していた小西は次の通り懐述する。
実際、堀君は滅多に口をきかない。家庭においてはいざ知らず、O.S.T.では必要の最小限度においてしかものをいわない。おしゃべりの多いO.S.T.のメンバーの無駄話の中にはほとんど口を出さない。演奏会で緊張したり、興奮したりするのを我々は見たことがない。我々が演奏会の緊張が緩んで、うまく行ったとか、やり損なったとか皆ががやがやいっている時でも平然としている。少し誇張していうと、何があっても、何をやっても、面白いのかつまらないのか一向分からないといった態度で押し通している。出しゃばる等という言葉は彼の字引きにはないのではないかと考え度くなる。練習の時一番後列に立って黙々として奏いている彼を見ると、一体音楽から何を感じ、何を受け取り、何を表現しようとしているのかと考え度くなる。

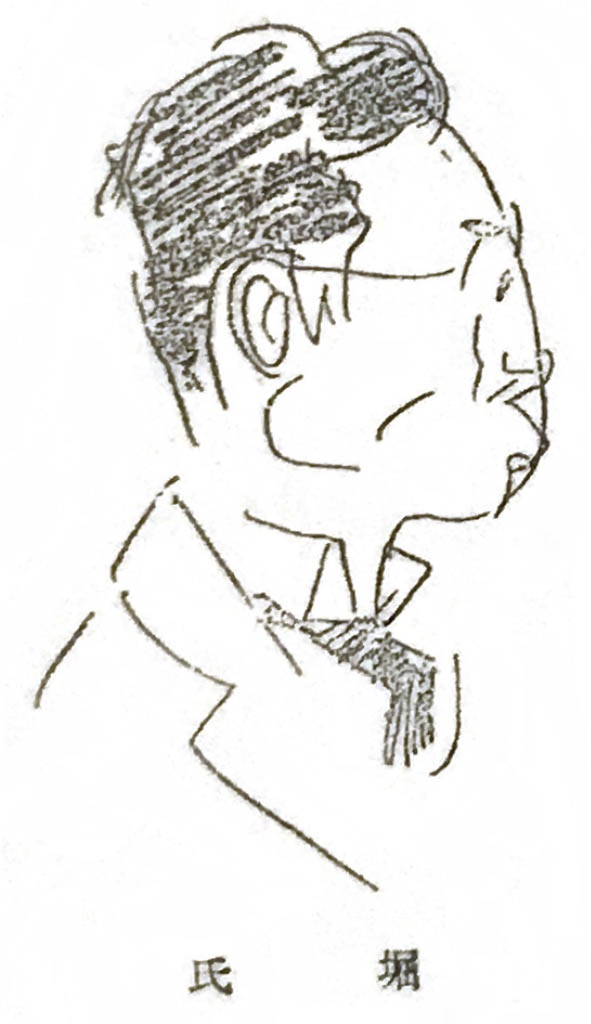
OST時代の堀の似顔絵（平井武雄または有岡一郎によるスケッチ）

このようにミステリアスな雰囲気でありながらも不思議と周囲に惹かれる、親しみ深い人柄であったようである。あるOSTの団員は、外面にはあまり表さないが実は「非常な熱情家」だと言及している。
写真を撮るのが得意で、若い頃からZEISSのカメラグループに所属し、相当数の作品を出していた。お酒は飲まず、タバコは一本の半分しか吸わない。学生時代には清水の舞台の欄干の外側を駆け回ったことがある。

## 主な作品

### マンドリンオーケストラ
- かがひ（1922年）
- メヌエット（1922年）
- 悲しきマーチ（1924年）
- ロマンティックなメヌエット（1924年）
- 舞曲「陽炎」（1927年）
- イ調の序曲（1927年）
- 「すべては去れり」による十の変奏曲（1928年）※1952年に「八つの変奏曲」に改作されてSMDで演奏される[18]。
- 海のセレナーデ（1928年）
- 夜に寄せる3つの小品（1928年）
- 組曲「初夏に寄せる」（1929年）
- 同志社大学校歌による七つの変奏曲と終曲（1930年）
- 冬の郷愁（1934年）※武井守成・服部正との共作、組曲「冬から夏」の第1楽章
- 或る夏の幻想（1939年）
- 紀元2600年祝典間奏曲（1940年）
- トリオ（1941年）※原曲はギター・アルチキタッラ[注釈 2]・テルツギター[注釈 3]の三重奏曲で1928年に作曲されている。
- 悲しき唄（1950年）

### ギター独奏
- 夜の物語（1924年）
- 舟唄（1924年）
- 祈り（1924年）
- 行列（1927年）

## 執筆
- 「エストヂアンチナ」の爲の樂器編成法の一考察（武井守成『マンドリンギター研究』（1937年5月号）、4-14頁）
- 紀元2600年所感（武井守成『マンドリンギター研究』（1940年12月号）、24-34頁）
- 随想（伊東尚生『フレット』通号第33号、4-9頁）
- 桂離宮の一考察（伊東尚生『フレット』通号第33号、9-14頁）